# Махмут Орхан
Махмут Орхан (тур. Mahmut Orhan; Бурса, 11. јануар 1993) турски је музичар, ди-џеј и музички продуцент. Жанровски његов рад углавном припада денс и хаус музици које комбинује са савременом електронском музиком и етно елементима.
На музичкој сцени појавио се током 2011. када је у Истанбулу као ди-џеј објавио албум Undesirable Life за издавачку кућу Underground City Music.
Године 2015. објавио је инструментал под називом Age of Emotions који му је донео велику популарност широм света. Годину дана касније у сарадњи са кантауторком Сеном Шенер објављује сингл Feel који је постигао међународни успех и остварио топ пласмане на музичким топ-листама у бројним европским земљама, укључујући и Србију. Песма је такође достигла позицију број 1 на музичкој платформи iTunes.
Значајан успех остварили су и ремикс Game of Thrones, те сингл Save Me (у сарадњи са румунском певачицом Енели) објављени током 2017. године. У априлу 2018. Орхан је објавио сингл 6 Days као ремикс култне песме Six Day War енглеског рок бенда Колонел Бегшот.
Махмут Орхан је наступио у Новом Саду на Егзит фестивалу 2018. и 2019. године.